# Ala compatible adaptable
Un ala compatible adaptable es un  ala lo suficientemente flexible como para que se puedan modificar aspectos de su forma en vuelo. Las alas flexibles presentan una serie de ventajas. Los mecanismos de control de vuelo convencionales funcionan mediante bisagras, lo que provoca interrupciones en el flujo de aire, vórtices y, en algunos casos, la separación del flujo de aire. Estos efectos contribuyen a la resistencia aerodinámica de la aeronave, lo que se traduce en una menor eficiencia y mayores costes de combustible. Las superficies aerodinámicas flexibles pueden manipular las fuerzas aerodinámicas con menos interrupciones del flujo, lo que se traduce en una menor resistencia aerodinámica y un mayor ahorro de combustible.  

## Adaptación de la forma
.

Clasificación de la adaptación de la forma según el movimiento

La modificación de la forma de una superficie aerodinámica tiene un efecto directo sobre sus propiedades aerodinámicas. En función de las condiciones de flujo y de la forma inicial de la pieza, cada variación de forma (curvatura, incidencia, torsión...) puede tener un impacto diferente en las fuerzas y momentos resultantes.
Esta característica se persigue activamente en las alas adaptables que, por la naturaleza de su conformidad distribuida, pueden lograr cambios de forma de manera continua, suave y sin huecos. Al alterar estos parámetros geométricos, se pueden modificar las fuerzas y los momentos, lo que permite adaptarlos a las condiciones de vuelo específicas (p. ej., para reducir la arrastre) o realizar maniobras (p. ej., balanceo).
La adaptación de la forma puede clasificarse en función del movimiento que permite. Los movimientos que afectan a la forma general del ala "vista desde arriba" incluyen cambios en la distancia (cambiando así la longitud de las alas), en ala en flecha (alterando el ángulo entre el ala y el eje del fuselaje), en la longitud de la cuerda (aumentando o reduciendo la longitud de la sección transversal del ala) y diédrico (cambiando el ángulo entre las alas y el plano horizontal del vehículo). Los cambios de las formas del perfil aerodinámico incluyen la alteración de su torsión, y el cambio de su arqueamiento y la distribución del espesor.